# Sony Pictures Studios
Sony Pictures Studios — це комплекс американської телевізійної та кіностудії, розташований у Калвер-Сіті, штат Каліфорнія, за адресою 10202 West Washington Boulevard і обмежений бульваром Калвер (південь), бульваром Вашингтон (північ), Оверленд-авеню (захід) і Медісон-авеню (схід). Заснований у 1912 році, об’єкт наразі належить Sony Pictures і в ньому розміщуються кіностудії підрозділів, таких як Columbia Pictures, TriStar Pictures і Screen Gems, а також компанії Crunchyroll, LLC з ліцензування аніме з 2022 року. Комплекс був оригінальними студіями Metro-Goldwyn-Mayer з 1924 по 1986 рік і Lorimar-Telepictures з 1986 по 1989 рік.
На додаток до фільмів, знятих на закладі, там транслювали в прямому ефірі або записували кілька телевізійних шоу. На території, яка відкрита для щоденних студійних турів, наразі розміщено шістнадцять окремих звукових сцен.

## Історія

### Ранні роки (1912-1924)

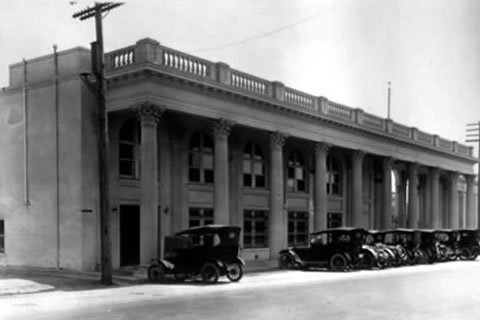
Фотографія оригінальної колонади Triangle Film Corporation. c. 1916 рік

У 1912 році режисер Томас Г. Інс побудував свою новаторську студію Inceville в Пасифік Палісейдс, Лос-Анджелес. Поки Інс знімав у Баллона-Крік у 1915 році, Гаррі Калвер, батько-засновник Калвер-Сіті, переконав Інса перенести Inceville до Калвер-Сіті. За цей час Інс був співзасновником Triangle Film Corporation, а Triangle Studios була відкрита у вигляді грецької колонади – входу до студій. Колонада все ще стоїть перед бульваром Вашингтон і є історичною пам’яткою Калвер-Сіті.
Інс додав кілька етапів і адміністративну будівлю, перш ніж продати його партнерам DW Griffith і Mack Sennett. Інс переїхав по вулиці й побудував у цьому місці Culver Studios. У 1918 році Triangle Studios була продана кінопродюсеру Семюелу Голдвіну. Голдвін також додав кілька звукових сцен перед продажем своїх акцій Goldwyn Studios.

### Історія MGM Studios/Lorimar-Telepictures Studios/Lorimar Studios (1924-1990)

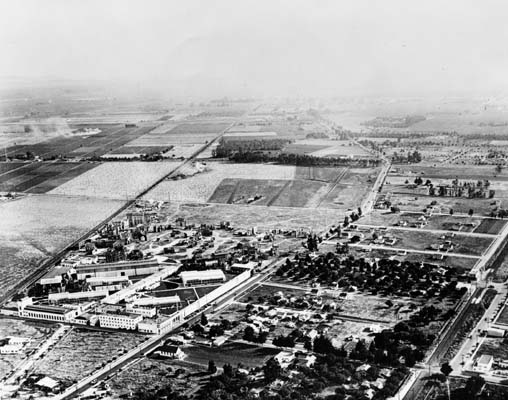
Знімок Goldwyn Studios з повітря c. 1922 рік

У 1924 році президент Loew Маркус Лью організував злиття та поглинання трьох кінокомпаній – The Metro Pictures, Goldwyn Pictures і Louis B. Mayer Pictures які сформують Metro-Goldwyn-Mayer і займуть виробничі потужності Goldwyn. 
У класичному голлівудському кінотеатрі MGM Studios була відповідальна за зйомки 52 фільмів на рік, від епічних фільмів, таких як Бен-Гур і Заколот на «Баунті», до драм у вітальні, таких як  Гранд-готель, Обід о восьмій та Анна Кареніна. Але саме завдяки музичним фільмам Technicolor, включаючи Чарівник країни Оз, Співаючи під дощем та Жіжі, MGM була найбільш відома. Успіх MGM призвів до створення шести робочих студійних комплексів площею понад 180 акрів (0,73 км2), включаючи двадцять вісім звукових сцен – Stage 15 є другою за величиною звуковою сценою у світі, а Stage 27 виконувала роль «Munchkinland» у постановці Чарівника країни Оз.
На додаток до основного виробничого корпусу, MGM додала два великі об’єкти для заднього планування – Лот 2 розташований навпроти головної студії через Оверленд-авеню. Лот 3 входив на розі бульвару Джефферсона та Оверленд-авеню і був найбільшим заднім майданчиком MGM. Адміністративна будівля була урочисто відкрита в 1938 році і названа на честь Тальберга. 
Проте Антимонопольна справа Сполучені Штати проти Paramount Pictures, Inc. 1948 року розірвала зв'язок MGM з театрами Loews, і вона боролася зі своїми справами. У 1969 році мільйонер Кірк Керкорян купив MGM і приступив до демонтажу студії. Пам’ятні речі MGM було продано на 18-денному аукціоні та 38 акрів (150 000 м2) задніх майданчиків студії було продано. Лот 3 був зруйнований, а Лот 2 проданий під житлові забудови. Керкорян використав гроші на будівництво мережі готелів MGM Resorts. 
У 1981 році Tracinda з Керкоріана придбала United Artists і об'єднала її з Metro-Goldwyn-Mayer, щоб стати MGM/UA Entertainment Co. Потім він продав MUEC Теду Тернеру в 1986 році, який через 74 дні продав MGM/UA назад Керкоряну, зберігши Фільмотеку MGM до 1986 року. У 1986 році ділянка студії була продана Lorimar-Telepictures. Протягом цього часу логотип MGM був видалений зі студій і перенесений через дорогу до Filmland Building (тепер відомий як One Culver) до того, як у 1992 і 2003 роках вони переїхали до Санта-Моніки та Сенчурі-Сіті та, нарешті, оселилися в Беверлі-Хіллз з 2011 року.

### Columbia Studios/Sony Pictures Studios (1990-до сьогодні)

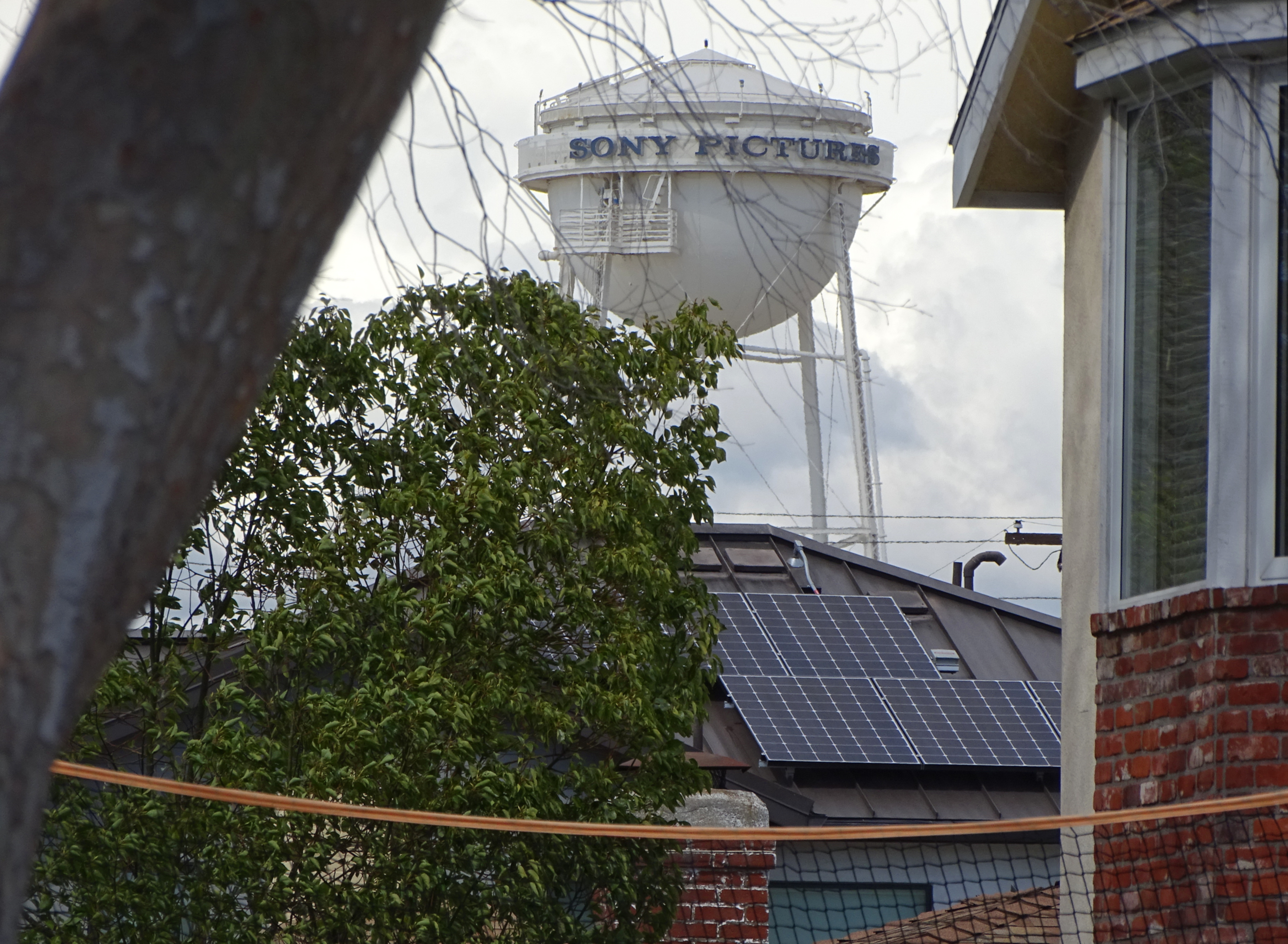
Водонапірна вежа в центрі комплексу студії Sony Pictures

У 1988 році Warner Communications придбала Lorimar-Telepictures за рік до злиття з Time Inc. і стала Time Warner. Пізніше, у 1989 році, Sony найняла продюсерів Джона Пітерса та Пітера Губера, щоб вони керували нещодавно придбаним підрозділом компанії Columbia Pictures Entertainment, хоча у них був контракт з Warner Bros. Щоб вирішити цю проблему, Warner продала їх Lorimar Lorimar, серед інших угод. Columbia Pictures ділилася з Warner Bros. своєю студією в Бербанку, Каліфорнія, у партнерстві під назвою The Burbank Studios, починаючи з 1972 року. Sony продала свою частку в The Burbank Studios в результаті проблеми Губера-Пітерса.
Sony придбала нерухомість, спочатку перейменовану в Columbia Studios, у поганому стані, а потім інвестувала 100 мільйонів доларів на реконструкцію студійного комплексу. Під час переходу на 45 акрів (0,18 км2) об’єкт пройшов трирічний комплексний план комплексу Sony Pictures Studios. Будинки, багато з яких досі носили імена кіноакторів MGM, таких як Кларк Гейбл, Джуді Гарленд, Ріта Хейворт і Берт Ланкастер, були пофарбовані та оновлені. Навколо ділянки зведено нові стіни та відновлено залізні ворота. Було додано ностальгічне ар-деко та фальшиві фасади на Мейн-стріт, а також розписані вручну фрески з постерами фільмів Columbia. Наприкінці 1992 року логотип MGM був видалений з будівлі Filmland Building. 
Студія продовжує записувати такі телешоу, як Ґолдберги, Рей Донован, Акула-танк. Довготривала гра показувала Небезпека! і Колесо Фортуни (студія 11) і його допоміжні продукти з Jeopardy!' (Сцена Алекса Требека, раніше студія 10; студію було перейменовано в серпні 2021 року перед початком 38-го сезону), також записуються в Sony Pictures Studios. Там же було записано відродження Американських гладіаторів виробництва MGM Television. 

## Записані програми

### Ток-шоу
- Донні та Марі (1998–2000)
- Шоу Queen Latifah (2013–2015)
- Челсі (2016–2017)

### Ігрові шоу
- Колесо Фортуни (1995 – дотепер, Studio 11)
- Небезпека! (1994 – дотепер, сцена Алекса Требека ; раніше Studio 10)
- Колесо 2000 (1997–1998, студія 11)
- Джеп! (1998–1999, студія 11)
- Рок-н-рол Небезпека! (1998–2001, студія 11)
- Голівудські розбірки (2000–2001, Studio 11)
- Піраміда (2002–2004)
- Американські гладіатори (відродження 2008 року, лише 1 сезон)
- Ви розумніші за 5-класника? (2010–2011)
- Спортивна небезпека! (2014–2016, Сцена Алекса Требека ; раніше Studio 10)
- Snoop Dogg представляє The Joker's Wild (2017–2019)
- Хто хоче стати мільйонером (2020–2021)
- Гра «Знайомства знаменитостей» (2021)

### Ситкоми
- Сім'я Хоган (1986-1991)
- Ідеальні незнайомці (1986-1993)
- Аншлаг (1987-1993, сезони 1-6)
- Сімейні питання (1989-1993, сезони 1-4)
- Крок за кроком (1991-1993, сезони 1-2)
- Король Квінса (1998–2007)
- Жити з Френ (2005–2006)
- Одружений... та з дітьми (1994–1997)
- Це мій кущ! (2001)
- Печерні люди (2007)
- Правила роботи (2007–2013)
- Довго і щасливо (2006–2010)
- Ґолдберги (2013 – дотепер)
- Доктор Кен (2015–2017)
- Один день за раз (2017–2020)
- Наживо перед аудиторією студії (спеціальна подія 2019 року)

### Драми
- Близько до дому (2005–2007)
- Захисник (2001–2004)
- Джоан з Аркадії (2003–2005)
- Лас-Вегас (2003–2008)
- Партія п'яти (1994–2000)
- Майстри сексу (2013–2016)
- Рей Донован (2013–2020)
- Небезпечний (2016 – дотепер)

### Реальність
- Акула-танк (2014 – дотепер)
- Шоу Гонг (2017–2018)